# Игирма (река)
Игирма — река в России, впадает в Игирминский залив Усть-Илимского водохранилища. Длина реки — 196 км, площадь водосборного бассейна — 4490 км². Среднегодовой расход воды — 17 м³/с.
Берёт начало в 150 км к юго-востоку от города Усть-Кут на склоне Тубинского хребта, в юго-восточной части Среднесибирского плоскогорья. Протекает по территории Иркутской области, относится к бассейну Енисея.
До заполнения Усть-Илимского водохранилища впадала в непосредственно в реку Илим в 153 км от устья. Высота устья — 296 м над уровнем моря.
Питание снеговое и дождевое. Весеннее половодье обычно невелико, но дождевые паводки достигают значительных размеров. Река замерзает в октябре — начале ноября, вскрывается в конце апреля — начале мая.

## Притоки
- 4 км: ручей Сухой[5] (лв)
- 12 км: ручей Волкова Елань[5] (лв)
- 17 км: ручей Макаров[5] (пр)
- 25 км: Гандюха[5] (пр)
- 28 км: ручей Берёзовка[5] (пр)
- 35 км: ручей Терехин[5] (лв)
- 44 км: Чёрная[6] (лв)
- 50 км: Жданиха[5] (пр)
- 68 км: Читорма[6] (лв)
- 83 км: Паягина[6] (лв)
- 112 км: Чепчегин[4] (пр)
- 123 км: Грама[7] (лв)
- 138 км: Морда[7] (лв)
- 164 км: Южная Хайрюзовка[4] (пр)
- 174 км: ручей Широкий